# 세인트필립구 (앤티가 바부다)

세인트필립구의 위치

세인트필립구(영어: Saint Philip Parish)는 앤티가 바부다의 앤티가섬에 위치한 구로 행정 중심지는 칼라일이며 면적은 40.67km2, 인구는 3,462명(2001년 기준)이다.

## 같이 보기
- 앤티가 바부다의 행정 구역
- 바부다섬